# 2012-es KDB Korea Open
A 2012-es KDB Korea Open női tenisztornát a dél-koreai Szöulban rendezték meg 2012. szeptember 17. és 23. között. A verseny International kategóriájú volt. A mérkőzéseket kemény borítású pályákon játszották, 2012-ben kilencedik alkalommal.

## Győztesek
A tornagyőzelmet a korábbi világelső Caroline Wozniacki szerezte meg egyesben, miután a 62 percig tartó döntőben 6–1, 6–0-ra felülmúlta az észt Kaia Kanepit. A dán játékos a 2011 augusztusában megrendezett New Haven-i viadal óta először tudott tornát nyerni. Sikerével pályafutása tizenkilencedik egyéni WTA-győzelmét aratta, ezzel az aktív játékosok rangsorában negyedik helyen állt Serena Williams (45), Venus Williams (43) és Marija Sarapova (27) mögött a torna befejezésekor.
Párosban a Raquel Kops-Jones–Abigail Spears-kettős diadalmaskodott, a döntőben 2–6, 6–2, [10–8]-ra legyőzve az Akgul Amanmuradova–Vania King-párost. Kops-Jones és Spears negyedik közös győzelmét aratta, legutóbb ez év júliusában, Carslbadban tudtak nyerni. Összességében előbbi játékosnak ez volt a hatodik páros sikere, utóbbinak a nyolcadik.

## Döntők

### Egyéni
Caroline Wozniacki –  Kaia Kanepi 6–1, 6–0

### Páros
Raquel Kops-Jones /  Abigail Spears –  Akgul Amanmuradova /  Vania King 2–6, 6–2, [10–8]

## Világranglistapontok
| Eredmény           | Egyéni | Páros |
| ------------------ | ------ | ----- |
| Győzelem           | 280    | 280   |
| Döntő              | 200    | 200   |
| Elődöntő           | 130    | 130   |
| Negyeddöntő        | 70     | 70    |
| 16 között          | 30     | 1     |
| 32 között          | 1      | –     |
| Főtáblára jutás    | 16     | –     |
| Selejtező (döntő)  | 10     | –     |
| Selejtező (2. kör) | 6      | –     |
| Selejtező (1. kör) | 1      | –     |

## Pénzdíjazás
A torna összdíjazása a többi International versenytől eltérően 500 000 amerikai dollár volt. Az egyéni bajnok 112 300 dollárt, a győztes páros együttesen 17 262 dollárt kapott.
| Eredmény           | Egyéni    | Páros    |
| ------------------ | --------- | -------- |
| Győzelem           | 112 300 $ | 17 262 $ |
| Döntő              | 57 665 $  | 9023 $   |
| Elődöntő           | 30 959 $  | 4865 $   |
| Negyeddöntő        | 8380 $    | 2589 $   |
| 16 között          | 4629 $    | 1350 $   |
| 32 között          | 2707 $    | –        |
| Selejtező (döntő)  | 1350 $    | –        |
| Selejtező (2. kör) | 722 $     | –        |
| Selejtező (1. kör) | 416 $     | –        |